# 건담의 관련 작품 목록
건담 관련 작품 목록은 기동전사 건담 시리즈로 분류되는, 발표 작품들에 대한 목록이다.

## 우주세기 작품
우주세기 (Universal Century, U.C.)를 기본 무대로 한 작품군.

### 1970년대 발표된 작품
- 1979년 기동전사 건담(TV)

### 1980년대 발표된 작품
- 1981년 기동전사 건담Ⅰ (극장판)
- 1981년 기동전사 건담Ⅱ 슬픈 전사편 (극장판)
- 1982년 기동전사 건담Ⅲ 해후의 우주편 (극장판)
- 1985년 기동전사 Z 건담 (TV)
- 1986년 기동전사 건담 ZZ (TV)
- 1988년 기동전사 건담 역습의 샤아 (극장판)

### 1990년대 발표된 작품
- 1991년 기동전사 건담 F91 (극장판)
- 1993년 기동전사 V 건담 (TV)

### 2000년대 발표된 작품
- 2005년 기동전사 Z 건담Ⅰ 별을 잇는 자 (극장판)
- 2005년 기동전사 Z 건담Ⅱ 연인들 (극장판)
- 2006년 기동전사 Z 건담Ⅲ 별의 고동은 사랑 (극장판)

## 우주세기 이후 작품

### 미래세기 작품
미래세기 (Future Century, F.C.)를 기본 무대로 한 작품군.
- 기동 무투전 G건담

### 애프터 콜로니 작품
애프터 콜로니 (After Colory, A.C.)를 기본 무대로 한 작품군.
- 신기동전기 건담W
- 신기동전기 건담W 극장판-엔들리스 왈츠

### 애프터 워 작품
애프터 워 (After War, A.W.)를 기본 무대로 한 작품군.

### 정력 작품
정력 (Correct Century, C.C.)를 기본 무대로 한 작품군.
- 턴에이 건담

### 코즈믹 이라 작품
코즈믹 이라 (Cosmic Era, C.E.)를 기본 무대로 한 작품군.
- 기동전사 건담 SEED
- 기동전사 건담 SEED DESTINY
- 기동전사 건담 SEED STARGAZER

### 서력 작품
서력 (Anno Domini, A.D.)를 기본 무대로 한 작품군.
- 기동전사 건담 00

## 코믹스
- 기동전사 건담 디 오리진
- 기동전사 건담 SEED
- 기동전사 건담씨
- 건오타 그녀
- 토니 타케자키의 건담만화
- 초급! 기동무투전 G건담
- 기동전사 건담 UC 반데시네
- 기동전사 건담 썬더볼트

## 소설
- 기동전사 건담 THE NOVEL
- 기동전사 Z건담 THE NOVEL
- 기동전사 건담 역습의 샤아 벨토치카 칠드런
- 기동전사 건담 역습의 샤아 하이 스트리머
- 기동전사 건담 UC
- 기동전사 건담 섬광의 하사웨이
- 신기동전기 건담W Endless Waltz
- 기동전사 건담 SEED

## 무크
- 건담 센티넬
- 건담 웨폰즈 기동전사 건담 SEED DESTINY
- 건담 웨폰즈 기동전사 Z건담 A New Translation 별을 잇는 자
- 건담 웨폰즈 기동전사 Z건담 A New Translation 연인들
- 건담 웨폰즈 기동전사 Z건담 A New Translation 별의 고동은 사랑
- 건담 웨폰즈 기동전사 건담 역습의 샤아 편 Ⅱ
- 건담 웨폰즈 기동전사 건담 OO
- 건담 웨폰즈 기동전사 건담 OO Ⅱ 엔드 오브 월드
- 건담 웨폰즈 기동전사 건담 UC
- 건담 웨폰즈  신기동전기 건담W 신장판
- 오오카와라 쿠니오 화집 기동전사 건담 원전계승
- 야스히코 요시카즈 화집 기동전사 건담 디 오리진